# Rallye de France Alsace
Rallye de France Alsace är en tidigare fransk deltävling i rally-VM med bas i Strasbourg, Alsace.
Rallye de France Alsace ingick mellan 2010 och 2014 i FIA:s rally-VM. Tävlingen ersatte då Tour de Corse som den franska VM-deltävlingen. Efter fem upplagor kom dock Tour de Corse tillbaka till VM-kalendern, på bekostnad av Rallye de France Alsace.

## Vinnare av Rallye de France Alsace
| År   | Vinnare                           | Bil                   |
| ---- | --------------------------------- | --------------------- |
| 2014 | Jari-Matti Latvala Miikka Anttila | Volkswagen Polo R WRC |
| 2013 | Sébastien Ogier Julien Ingrassia  | Volkswagen Polo R WRC |
| 2012 | Sébastien Loeb Daniel Elena       | Citroën DS3 WRC       |
| 2011 | Sébastien Ogier Julien Ingrassia  | Citroën DS3 WRC       |
| 2010 | Sébastien Loeb Daniel Elena       | Citroën C4 WRC        |